# Industrie pétrolière en Birmanie

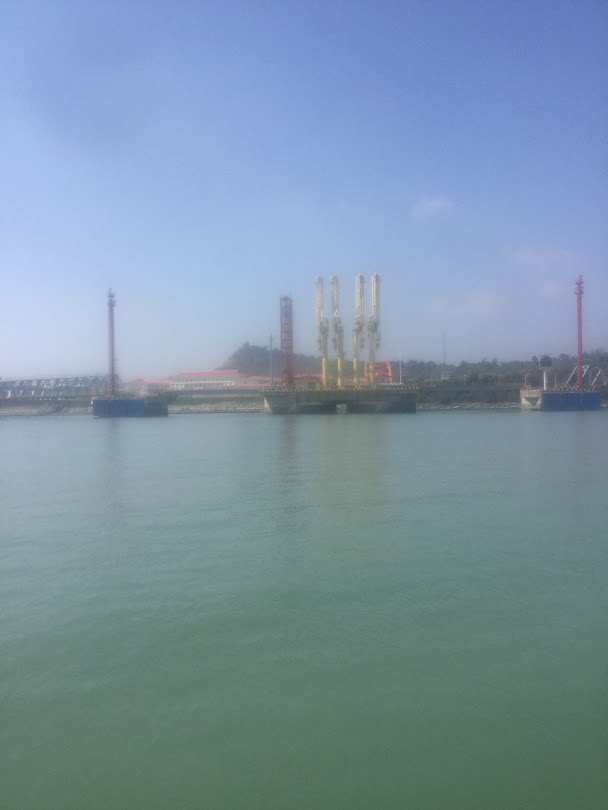
Une raffinerie de pétrole en Birmanie.

L'industrie pétrolière en Birmanie est très ancienne ; certaines sources attestent de pratiques artisanales d'extraction et de raffinage dès le XIIIe siècle. Toutefois, c'est à la fin du XIXe siècle qu'une filière industrielle se met en place. cette filière, active jusqu'à la seconde Guerre mondiale, est ensuite ruinée par l'occupation japonaise.
L'exploitation reprend avec la découverte de nouveaux gisements en 1959 et la nationalisation par la junte militaire en 1963. À partir des années 1990 et surtout 2000, les compagnies occidentales puis chinoises s'intéressent de près au pétrole birman. Un oléoduc permet d'exporter les hydrocarbures extraits vers le Yunnan.
La destinations des revenus financiers de cette exploitation pétrolière fait débat ; ce débat est très fortement relancé en 2021, avec le coup d'État qui met fin à la transition démocratique. La répression violente qui s'ensuit est, selon les opposants, directement financée par l'argent du pétrole, et notamment celui que verse l'entreprise Total.
D'autre part, l'exploitation des ressources en hydrocarbures se fait notamment dans des régions abritant d'importantes minorités, dont les Rohingyas, et menace également l'environnement, particulièrement en zone côtière.

## Historique

### Extraction artisanale
Depuis le XIIIe siècle, l'extraction et le raffinage artisanaux du pétrole sont attestés. En 1797, des puits sont forcés à la main et permettent d'extraire quotidiennement de 200 à 400 barils quotidiens. Cette exploitation artisanale est attestée jusqu'en 1949 ; si les puits de la fin du XVIIIe siècle mesurent une douzaine de mètres de profondeur, ils atteignent par la suite jusqu'à cent vingt mètres. L'exportation de l'or noir démarre dès 1853,.

### Avant la seconde Guerre mondiale

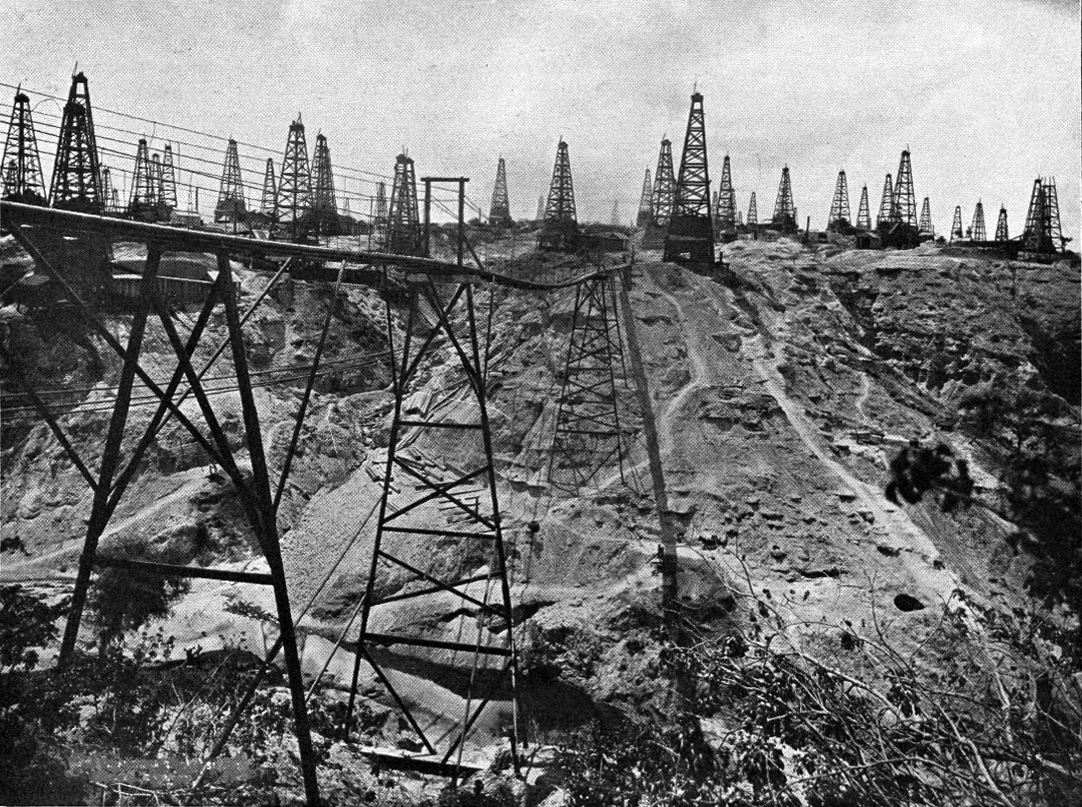
Le champ pétrolifère de Yenangyaung en 1910.

En 1888, le premier puits est foré à la machine ; une exploitation industrielle commence. En 1941, la Birmanie est le quatorzième producteur mondial. Toutes les installations pétrolières sont ensuite détruites pendant la seconde Guerre mondiale, du fait de la campagne de Birmanie et de l'occupation japonaise,.

### Nationalisation sous la junte militaire
En 1959, le champ pétrolifère de Payagon est découvert et l'industrie pétrolière se constitue petit à petit. Elle est nationalisée en 1963 et prend désormais le nom de Myanma Oil and Gas Enterprise (en) (en birman မြန်မာ့ရေနံနှင့် သဘာဝဓာတ်ငွေ့လုပ်ငန်း).

## Infrastructures
En mai 2017 est inauguré un oléoduc reliant l'État d'Arakan à Kunming, dans la province du Yunnan, en Chine méridionale. Cette infrastructure d'un coût de 2,45 milliards de dollars et longue de 770 kilomètres permet d'exporter annuellement deux millions de tonnes de pétrole ; en avril de la même année, Htin Kyaw avait signé une convention prévoyant une exploitation de trente ans.

## Critiques

### Corruption et appui financier du régime militaire
La principale critique émise à l'encontre de l'exploitation pétrolière en Birmanie est qu'elle dégage des bénéfices très importants dont l'utilisation par le régime en place est extrêmement opaque. Ainsi, la seule exploitation du champ gazier de Yadana entre 1998 et 2009 par Total permet au régime militaire birman de placer cinq milliards de dollars sur des comptes bancaires à Singapour, cette somme représentant la moitié des revenus du projet.
En 2019, la même entreprise Total, présente en Birmanie depuis 1992, verse 229 millions de dollars de taxes, non à l'État birman, mais au monopole pétrolier MOGE (en), directement contrôlée par les militaires, au titre de l'exploitation du pétrole. Cette situation devient extrêmement problématique après le coup d'État de 2021, quand la répression contre les opposants à la junte devient meurtrière ; l'argent du pétrole est alors accusé de financer directement cette répression, et d'être « la principale source de revenus du régime militaire »,,,.
Au début du mois de mai 2021, Barbara Pompili, ministre française de la transition écologique, interpelle l'entreprise Total sur l’opacité des flux financiers liée à son exploitation du pétrole birman, notamment de ceux passant par les Bermudes. En réaction, le 26 mai, Total et Chevron annoncent la fin de la distribution du dividende contesté. Le 21 janvier 2022, Total annonce la fermeture de toutes ses activités birmanes, effectif après un préavis de six mois. Certains analystes estiment qu'« en termes purement business, la Birmanie ne pesait pas très lourd ».

### Persécution des ethnies minoritaires
Une partie des réserves prouvées est située dans l'État d'Arakan, où vivent plusieurs minorités ethniques (en), et en particulier les Rohingyas